# Mombacher Frühe
Die Mombacher Frühe (auch: Mombacher Aprikose, Malede) ist eine Aprikosensorte.

## Beschreibung
Der Baum wächst mittelstark. Er ist aufrecht im Wuchs mit kurzen Seitentrieben und lichter Krone.
Die mittelgroßen bis großen Früchte sind regelmäßig in der Form. Ihre Schale ist goldgelb mit roten Punkten oder Flecken auf der Sonnenseite. Das gelbe Fruchtfleisch schmeckt zart und saftig. Die Frucht ist sehr gut steinlösend.
Pflück- und Genussreife: Mitte bis Ende Juli. Die Früchte reifen folgend über etwa zwei Wochen.

## Verbreitung
Südwestdeutschland mit einem Anbauschwerpunkt im Obstanbaugebiet um Mainz, wo die Sorte als Sämling gefunden wurde. Im Aprikosenanbau galt das Gebiet in und um Mainz-Mombach bis in die Nachkriegszeit als größte zusammenhängende Anbaufläche in Deutschland.